# 包科尼叙奇
包科尼叙奇（匈牙利語：Bakonyszücs，匈牙利語發音：[ˈbɒkoɲsyt͡ʃ]）是匈牙利维斯普雷姆州所辖的一个村，与帕波相距16公里，总面积35.21平方公里，总人口333，人口密度9.5人/平方公里（2010年1月1日）。